# Чарльз Генрі Пламб
Чарльз Генрі Пламб (27 березня 1925 , Ворикшир  — 15 квітня 2022 )(англ. Charles Henry Plumb) — британський фермер, який пішов у політику як лідер Національної спілки фермерів. Пізніше він став активним в Консервативній партії і був обраний членом Європейського парламенту. Він працював депутатом Європарламенту з 1979 до 1999 року, очолюючи його з 1987 по 1989 рік (перший і єдиний британець, який обіймав цю посаду).